# Musius fuscicornis
Musius fuscicornis är en skalbaggsart som beskrevs av Leon Fairmaire 1903. Musius fuscicornis ingår i släktet Musius och familjen långhorningar.
Artens utbredningsområde är Madagaskar. Inga underarter finns listade i Catalogue of Life.